# Hostån
Hostån este o arie protejată (arie specială de conservare — SAC, sit de importanță comunitară — SCI) din Suedia întinsă pe o suprafață de 34,9 ha, integral pe uscat.

## Localizare
Centrul sitului Hostån este situat la coordonatele 63°46′08″N 15°27′46″E / 63.7689°N 15.4627°E.

## Înființare
Situl Hostån a fost declarat sit de importanță comunitară în iulie 2000 pentru a proteja 3 specii de plante. Situl a fost protejat și ca arie specială de conservare în martie 2011.

## Biodiversitate
Situată în ecoregiunea boreală, aria protejată conține 2 habitate naturale: Taiga vestică, Mlaștini alcaline.
La baza desemnării sitului se află mai multe specii protejate de  plante (3): papucul doamnei (Cypripedium calceolus), Hamatocaulis vernicosus, ochii-șoricelului (Saxifraga hirculus).